# أمير حسين (قلعة خواجة)
أمير حسين (بالفارسية: امیرحسین) هي منطقة سكنية تقع في إيران في قسم قلعة خواجة الريفي.